# 1143
1143 (MCXLIII) fue un año común comenzado en viernes del calendario juliano.

## Acontecimientos
- Portugal es reconocido como un Reino independiente de Castilla y de León por el Tratado de Zamora.
- Celestino II sucede a Inocencio II como papa.
- Manuel I Comneno es coronado emperador bizantino.

## Fallecimientos
- 24 de septiembre - Inocencio II, papa.
- 13 de noviembre - Fulco de Jerusalén, Rey de Jerusalén.
- Juan II Comneno, emperador bizantino.
- Ali ibn Yusuf, sultán del Imperio almorávide.